# Maestro di Barberino
Pour les articles homonymes, voir Barberino.
Le Maestro di Barberino est un peintre italien du XIVe siècle, un maître anonyme, actif à Florence entre 1350 et environ 1380, nommé ainsi pour être l'auteur inconnu d'un polyptyque démembré et dispersé entre le Museo Diocesano de Florence et la Hatton Gallery de Newcastle upon Tyne, exécuté pour l'église San Bartolomeo de Barberino Val d'Elsa.

## Biographie
Au début de sa carrière, l'artiste inconnu désigné sous le nom de Maestro di Barberino pourrait avoir collaboré avec Andrea Orcagna en participant à la décoration de la chapelle majeure de Santa Maria Novella, puis avec Puccio di Simone pour un retable, aujourd'hui conservé au Fogg Art Museum de Cambridge.

## Œuvres
- Panneau de polyptyque, Museo Diocesano, Florence,
- Panneau de polyptyque, Hatton Gallery, Newcastle upon Tyne,
- Retable, Fogg Art Museum, Cambridge,
- Fresques, Oratorio di Santa Caterina delle Ruote à Rimezzano, Bagno a Ripoli,
- Annunciazione (1369), chiesa di Ognissanti, Florence.

## Sources
- (it) Cet article est partiellement ou en totalité issu de l’article de Wikipédia en italien intitulé « Maestro di Barberino » (voir la liste des auteurs).